# سایه آفتاب (مجموعه تلویزیونی)
سایه آفتاب نام یک مجموعه تلویزیونی است که در سال ۱۳۸۳ از شبکه سه به کارگردانی محمدرضا آهنج و نویسندگی سید سعید رحمانی و به تهیه‌کنندگی مهران رسام پخش شد.

## بازیگران
- پژمان بازغی
- حامد بهداد
- مجید مظفری
- آناهیتا نعمتی
- یوسف تیموری
- رضا سعیدی
- رزیتا غفاری
- عنایت‌الله بخشی
- شیوا بلوریان
- آهو خردمند
- فرشید زارعی‌فرد
- چنگیز وثوقی
- سیدجواد هاشمی

و…

## جوایز و نامزدها
| ۱۳۸۵ | نهمین جشن حافظ |                                  |               |          |
| ۱۳۸۵ | نهمین جشن حافظ | بهترین بازیگر مرد درام تلویزیونی | حامد بهداد    | نامزدشده |
| ۱۳۸۵ | نهمین جشن حافظ | بهترین بازیگر زن درام تلویزیونی  | آنا نعمتی     | نامزدشده |
| ۱۳۸۵ | نهمین جشن حافظ | بهترین خواننده ترانه تیتراژ      | علیرضا قربانی | نامزدشده |